# オハ
オハ（ロシア語:Оха Okha アハー）は、樺太島北端の東岸に位置する、ロシア連邦サハリン州の市である。
ユジノサハリンスクの約850キロメートル (530 mi)北、オホーツク海の海岸線近くに位置する。人口は2021年時点で19,783人。過去は 27,963 (2002年調査); 36,104 (1989年調査).であり、人口は減少傾向にある。

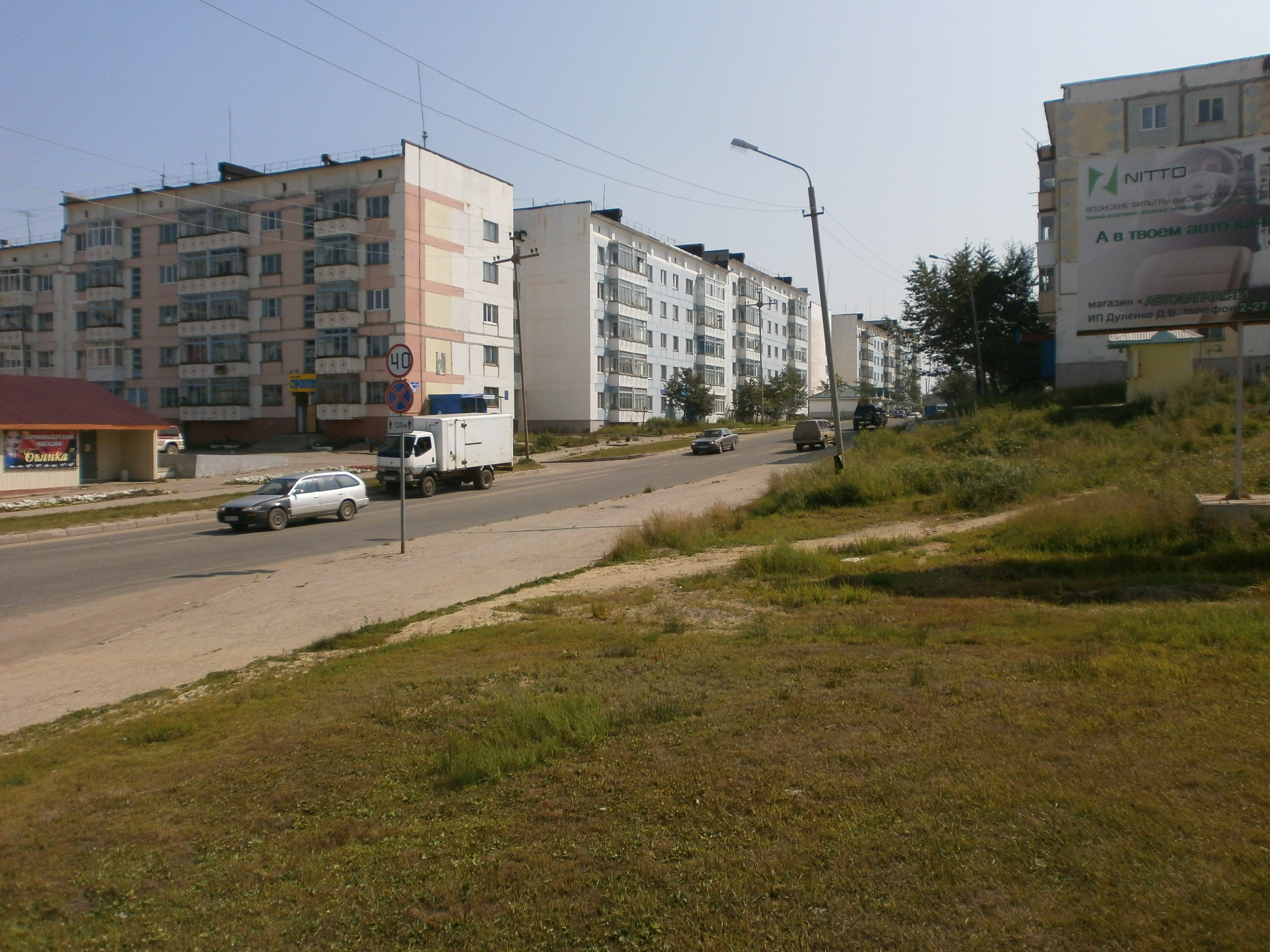
オハ市街

## 概要
この都市の歴史は、1923年、この地における石油生産と同時に始まった。
第二次世界大戦後は「オハ第22収容地区」（収容所）が設置され、元日本兵が約2000人収容された（シベリア抑留）。彼らの大半は、1947年から1949年にかけて舞鶴港へ帰還した。
人口は2019年の調査で20,391人であり、半数程度は石油生産業務に関連する住民と考えられている。文字通り石油とともに発展してきた都市と言ってよい。現在、サハリン州での石油生産はオホーツク海の海底油田へと移行しており、陸上での油田の生産はほとんど行われていない。また1995年5月28日に起きたマグニチュード7.6のネフチェゴルスク地震で死者2,000人を出した影響から、市の人口も減少傾向にある。
名称の由来はエヴェンキ語で「悪い水」を意味するとされる。
南方約50キロメートルの海側では、天然ガス田のサハリン1が稼働している。
サハリンプロジェクトの石油と同様に、周辺のほとんどの油井はロスネフチの管理下にある。
サハリン島を南北に縦断するユジノサハリンスクから終着点のノグリキまでの鉄道があり、ノグリキからオハまではバスで連絡されている。また、軌間750mmのオハ・ノグリキ狭軌鉄道（貨物専用）が通じていたが、2006年に廃止された。

## 交通
オハ空港がある。ユジノサハリンスク、ハバロフスク等と結ばれている。530番バスがノグリキとの間を1日1往復している。この他ノグリキまで乗合タクシーもある（中間点で乗り換えが必要）。

## 気候
冷温帯気候に属する。気温は年間を通じて低く、植物の生長期間が97日と極端に短い。
| オハ（1991～2020）の気候 | オハ（1991～2020）の気候 | オハ（1991～2020）の気候 | オハ（1991～2020）の気候 | オハ（1991～2020）の気候 | オハ（1991～2020）の気候 | オハ（1991～2020）の気候 | オハ（1991～2020）の気候 | オハ（1991～2020）の気候 | オハ（1991～2020）の気候 | オハ（1991～2020）の気候 | オハ（1991～2020）の気候 | オハ（1991～2020）の気候 | オハ（1991～2020）の気候 |
| 月                       | 1月                      | 2月                      | 3月                      | 4月                      | 5月                      | 6月                      | 7月                      | 8月                      | 9月                      | 10月                     | 11月                     | 12月                     | 年                       |
| ------------------------ | ------------------------ | ------------------------ | ------------------------ | ------------------------ | ------------------------ | ------------------------ | ------------------------ | ------------------------ | ------------------------ | ------------------------ | ------------------------ | ------------------------ | ------------------------ |
| 日平均気温 °C （°F）     | −17.7 (0.1)              | −17.6 (0.3)              | −11.4 (11.5)             | −3.0 (26.6)              | 3.1 (37.6)               | 9.7 (49.5)               | 13.8 (56.8)              | 14.6 (58.3)              | 10.6 (51.1)              | 3.1 (37.6)               | −6.4 (20.5)              | −14.2 (6.4)              | −1.3 (29.7)              |
| 降水量 mm （inch）       | 36 (1.42)                | 24 (0.94)                | 31 (1.22)                | 33 (1.3)                 | 39 (1.54)                | 41 (1.61)                | 57 (2.24)                | 82 (3.23)                | 77 (3.03)                | 95 (3.74)                | 99 (3.9)                 | 69 (2.72)                | 683 (26.89)              |
| [ 要出典 ]               |                          |                          |                          |                          |                          |                          |                          |                          |                          |                          |                          |                          |                          |

## 人口
| 人口   | 人口   | 人口   | 人口   | 人口   | 人口   | 人口   |
| 1959   | 1970   | 1979   | 1989   | 2002   | 2010   | 2020   |
| ------ | ------ | ------ | ------ | ------ | ------ | ------ |
| 27 636 | 30 890 | 32 925 | 36 104 | 27 963 | 23 007 | 20 016 |